# الفرقة الجبلية الثامنة (الفيرماخت)
الفرقة الجبلية الثامنة (بالألمانية: 8. Gebirgs Division)‏ قسم جبرجس تشكلت في 27 فبراير 1945 من خلال إعادة تشكيل فرقة الجبال 157، والتي تشكلت هي نفسها من فرقة المشاة 157 في سبتمبر 1944، والتي شاركت في عمليات ضد Maquis du Vercors. تمركزت الفرقة في فرنسا حتى استسلام إيطاليا عندما انتقل بعد ذلك إلى إيطاليا حيث أخذ 5772 سجينًا خلال يومين أثناء نزع سلاح الجيش الإيطالي. بقيت الفرقة في إيطاليا لبقية الحرب واستسلم للأميركيين في أبريل 1945.  

## قائد
- جينيرال لوتنانت بول Schricker

## ترتيب المعركة

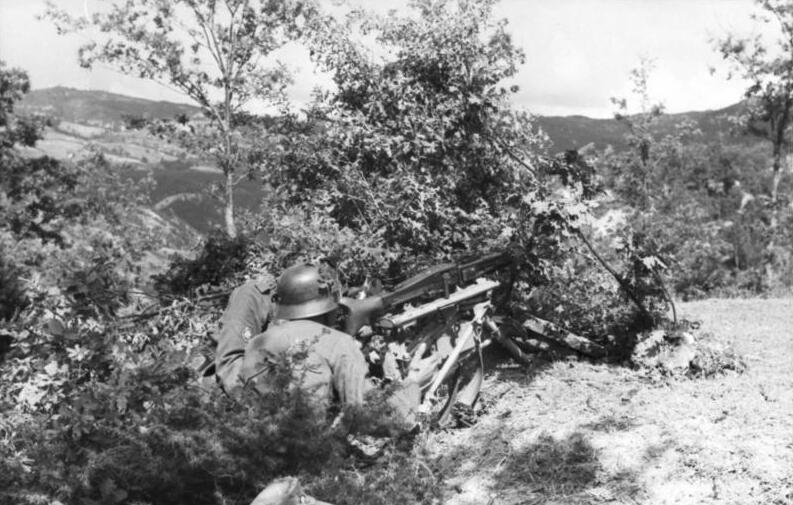
القوات الجبلية الألمانية مع إم جي-42إيطاليا 1944

- فوجبيرججاير فوج 296
  - 3 × الكتائب
- فوجبيرججاير فوج 297
  - 3 × الكتائب
- فوجيرز مدفعية غيبرغ 1057
- كتيبة فيلدرزاتس 1057
- Panzerjäger الكتيبة 157
- كتيبة الاستطلاع 1057
- Gebirgs PIONIER الكتيبة 1057
- كتيبة جيبرز للإشارات 1057
- قسم تموين القوات 1057 [2]